# عاطفه نعامی
عاطفه نعامی (۱۶ مرداد ۱۳۶۴ – ۳۰ آبان ۱۴۰۱) یکی از معترضان خیزش ۱۴۰۱ ایران بود که به‌دست نیروهای سرکوب‌گر نظام جمهوری اسلامی ایران به قتل رسید. پیکر آسیب دیده وی، ۵ آذر پس از گذشت ۵ روز در بالکن آپارتمانش واقع در منطقه عظیمیه کرج پیدا شد. درنهایت، در ۷ آذر ۱۴۰۱، توسط مأموران امنیتی جمهوری اسلامی مخفیانه و در سکوت خبری در آرامگاه بهشت‌آباد اهواز به خاک سپرده شد.
کانون حقوق بشر ایران به نقل از خانواده نعامی نوشت: «به رغم این که آثار جراحت بر پیکر بی جان عاطفه مشهود بوده است ولی نهادهای امنیتی جمهوری اسلامی دستور دفن فوری وی را صادر کردند.» محمد امین نعامی برادر عاطفه نعامی مقیم اتریش، در مصاحبه و گفت‌وگو با رسانه‌های متعدد اظهار کرده است که روز دوشنبه ۷ آذر ماه، پیکر خواهرش را با فریب اعضای خانواده و در سکوت خبری دفن کرده‌اند. وی افزود: «پیکر بی جان عاطفه را مأموران امنیتی صبح روز دوشنبه ۷ آذر ۱۴۰۱، در حالی که به خانواده گفته شده بود مراسم تدفین ظهر خواهد بود، مخفیانه و در سکوت خبری دفن کردند.» پیکر آسیب دیده عاطفه نعامی را مأموران حکومتی با صحنه سازی خودکشی و قرار دادن شیلنگ گاز آبگرمکن در دهان وی، او را زیر پتو گذاشته و در بالکن آپارتمانش واقع در منطقه عظیمیه کرج رها کرده بودند. خانواده نعامی خودکشی وی را به‌طور قطع تکذیب کرده‌اند.

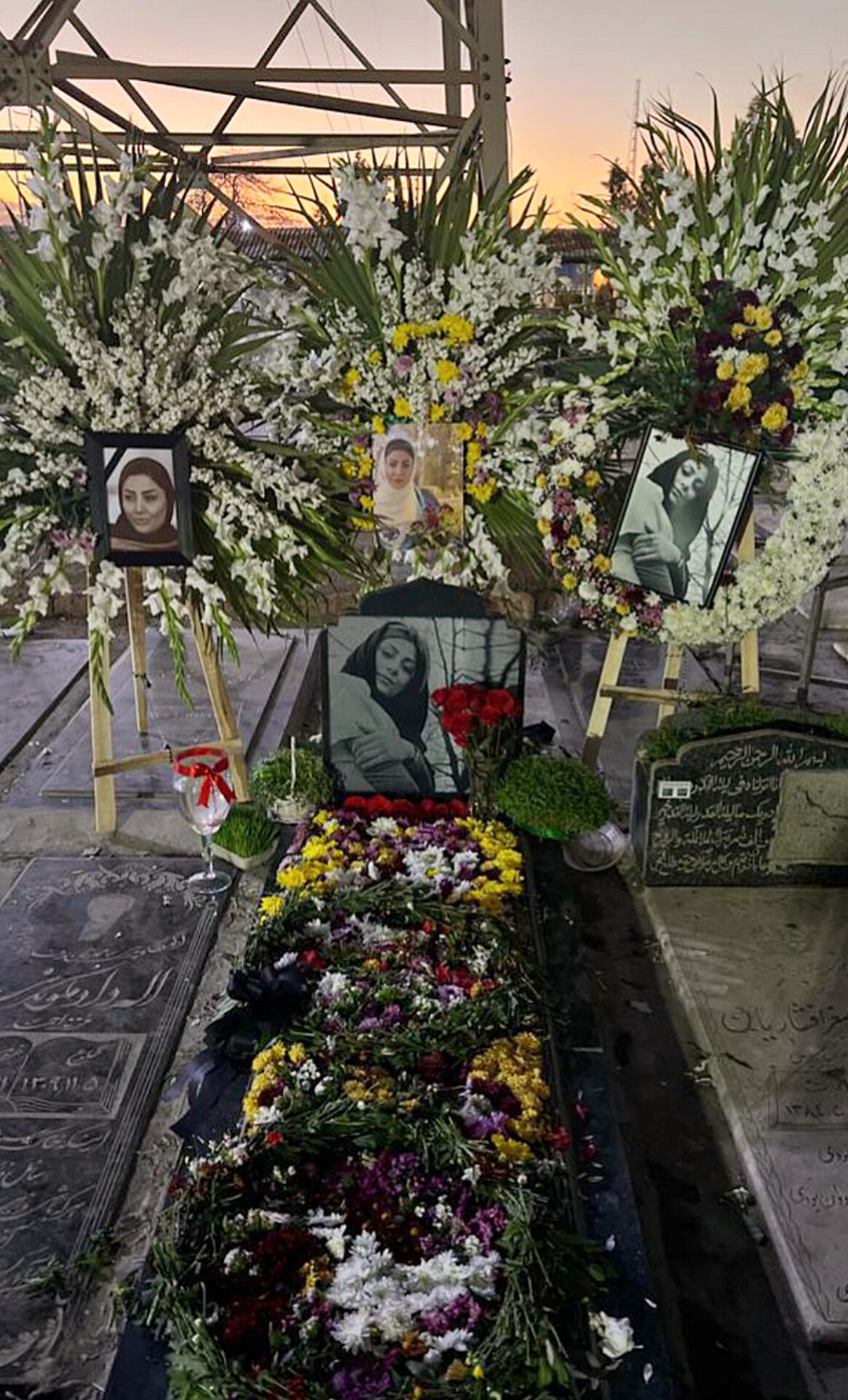
آرامگاه عاطفه نعامی در آخرین پنج‌شنبه سال ۱۴۰۱

## زندگی
عاطفه نعامی متولد ۱۶ مرداد ۱۳۶۴ در اهواز، دو رگه بختیاری و اصالتاً عرب است. وی فارغ‌التحصیل رشته حسابداری از اهواز بود، سپس به کرج مهاجرت کرد و مشغول به تحصیل در رشته معماری از دانشگاه آزاد اسلامی تهران شد. او تا پیش از کشته شدن به‌دست نیروهای نظام جمهوری اسلامی، ساکن منطقه عظیمیه کرج بود. وی در میان اقوام و دوستان به انجام کارهای خیرخواهانه شناخته می‌شد، همچنین به نقل از اقوام نزدیک، دارای روحیه‌ای استقلال طلبانه و سرشار از امید به زندگی بود. عاطفه نعامی در پی خیزش ۱۴۰۱ ایران در بالکن آپارتمانش شعار زن، زندگی، آزادی را سر می‌داده است و برای تشویق زنان به مبارزه اجتماعی و دست‌یابی به حقوق از دست‌رفته‌شان فعالیت می‌کرد. وقتی خواهرش از آلمان، به وی می‌گوید عاطفه مراقب خودت باش در پاسخ به او می‌گوید: «خون من از دیگران رنگین‌تر نیست.»

## کشته‌شدن
عاطفه نعامی در اعتراضات خیزش ۱۴۰۱ ایران حضور فعال داشته است. او شعار زن، زندگی، آزادی و هشتگ مهسا امینی را به صورت دست‌نویس میان مردم توزیع می‌کرده است. زمان تقریبی مرگ وی از سوی پزشکی قانونی، ۳۰ آبان ۱۴۰۱ اعلام شده است. پیکر آسیب دیده او، ۵ آذر پس از گذشت ۵ روز در بالکن آپارتمانش واقع در منطقه عظیمیه کرج پیدا شد. مأموران حکومتی، پیکرش را با «صحنه‌سازی خودکشی» و با قرار دادن شیلنگ گاز آبگرمکن در دهان وی، او را زیر پتو گذاشته و در بالکن آپارتمانش رها کرده بودند. با وجود اینکه آثار ضرب و جرح بر پیکر او مشهود بود اما نهادهای امنیتی دستور دفن فوری وی را صادر کردند. - خانواده نعامی خودکشی را تکذیب کرده‌اند. - درنهایت، در ۷ آذر ۱۴۰۱، پیکر بی‌جان عاطفه نعامی توسط مأموران امنیتی جمهوری اسلامی، مخفیانه، با فریب و با وجود مخالفت اعضای خانواده، در سکوت خبری در آرامگاه بهشت‌آباد اهواز، قطعه ۵، ردیف ۲، به خاک سپرده شد.

## مراسم چهلم
مراسم چهلم عاطفه نعامی، در ۸ دی ۱۴۰۱ با وجود تدابیر شدید امنیتی و فشار نیروهای حکومتی جمهوری اسلامی بر خانواده وی در آرامگاه بهشت‌آباد اهواز برگزار شد. مأموران امنیتی اجازه برگزاری مراسم چهلم عاطفه نعامی را نمی‌دادند. درنهایت با تهدید و فشارهای متعدد، خانواده وی را ناچار به برگزاری زودتر از موعد اصلی مراسم چهلم کردند. این مراسم هم‌زمان با مراسم چهلم حمیدرضا روحی یکی دیگر از کشته‌شدگان خیزش ۱۴۰۱ ایران به صحنه‌ای از اعتراضات ضد حکومتی تبدیل شد و حاضران شعارهایی، از جمله، «می‌کشم می‌کشم هر آن که خواهرم کشت»، «این گل پرپر شده، هدیه به میهن شده» و «هر یک نفر کشته بشه، هزار نفر پشتشه» سر دادند. شماری از زنان شرکت کننده در این مراسم حجاب خود را از سر برداشتند. همچنین با توجه به تصاویری که به دست رسانه بی‌بی‌سی رسیده است، نشان می‌دهد که در ۲۹ دسامبر، مصادف با مراسم چهلم عاطفه نعامی، گروهی از ایرانیان مقیم استرالیا نیز به یاد او، تجمعی اعتراضی مقابل پارلمان ملبورن برگزار کردند.

## واکنش‌ها
به دنبال قتل حکومتی عاطفه نعامی، با وجود فشار نیروهای امنیتی، برخی از اقوام نزدیک وی - که مقیم خارج از ایران بودند - سکوت نکردند و به مصاحبه و گفت‌وگو با رسانه‌های متعدد پرداختند.
مسیح علی‌نژاد، خبرنگار، نویسنده و فعال حقوق زنان در رابطه با قتل حکومتی عاطفه نعامی نوشت: «به یاد آر... راستی این عاطفه نعامی است. یکی از ما بود. دوست، خواهر یا هموطن نمیدانم، اما شبیه ما بود. آرزوها و رویاهایش نیز شبیه ما. در گرماگرم انقلاب #زن_زندگی_آزادی هر شب در بالکن خانه‌اش فریاد میزد و شعار می‌داد. عاطفه عاشق زندگی بود، عاشق مردمش و عاشق آزادی ما. اما آدمکشانِ کینه به دل، او را تنهایی گیر آوردند و آنقدر شکنجه کردند تا نفس‌هایش قطع شد. سپس جنازه‌اش را به همان بالکن آوردند و شیلنگ گاز در دهانش گذاشتند تا بگویند خودکشی کرده‌است. در کدام گوشه دیگر این جهان چنین بی‌شرفانی وجود دارند؟ راستی چگونه فراموش کنیم عاطفه را، عکس‌هایش را، رقصش را. بخاطر چه کشته شد؟ به کدام گناه زندگی‌اش گرفته شد؟ تنها ۳۷ بهار از عمر کوتاهش گذشته بود. عاطفه جان ما تو را فراموش نکرده‌ایم. ما با رویا‌هایمان وداع نگفته‌ایم بلکه منتظر روز موعودیم. روزی درکنار هم سقوط دیکتاتور و فرار اوباشانش را جشن می‌گیریم. ما نه فراموش کرده‌ایم و نه می‌بخشیم عاطفه جان.»
پرستو صالحی، بازیگر و هنرپیشه سینما در صفحه اینستاگرام خود افزود: «با فرزندان این آب و خاک در زندان‌ها چه می‌کنید؟!»
سپیده معافی، بازیگر ایرانی_آمریکایی، و دکتر نینا انصاری، تاریخ‌نگار، نویسنده و فعال برابری خواه حقوق زنان و مردان، ایرانی_آمریکایی در صفحه توییتر خود، واکنش نشان دادند.
همچنین علی کریمی، سحر مقدس (خواننده)، مهدی رستم‌پور و شمار چشمگیری از رسانه‌های اجتماعی به موضوع قتل حکومتی عاطفه نعامی پرداختند.